# 圣索沃尔 (默尔特-摩泽尔省)
圣索沃尔（法語：Saint-Sauveur，法語發音：[sɛ̃ sovœʁ] ⓘ）是法国默尔特-摩泽尔省的一个市镇，位于该省东南部，属于吕内维尔区。

## 地理
圣索沃尔（48°32'2"N, 6°58'25"E）面积19.16 平方千米，位于法国大東部大區默尔特-摩泽尔省，该省份为法国东北部内陆省份，是洛林的一部分，北邻比利时、卢森堡，北起顺时针与摩泽尔省、下莱茵省、孚日省和默兹省接壤。
与圣索沃尔接壤的市镇（或旧市镇、城区）包括：格朗方丹、昂戈蒙、比永维尔、布雷梅尼勒、帕吕、珀蒂蒙、瓦勒和沙蒂永。

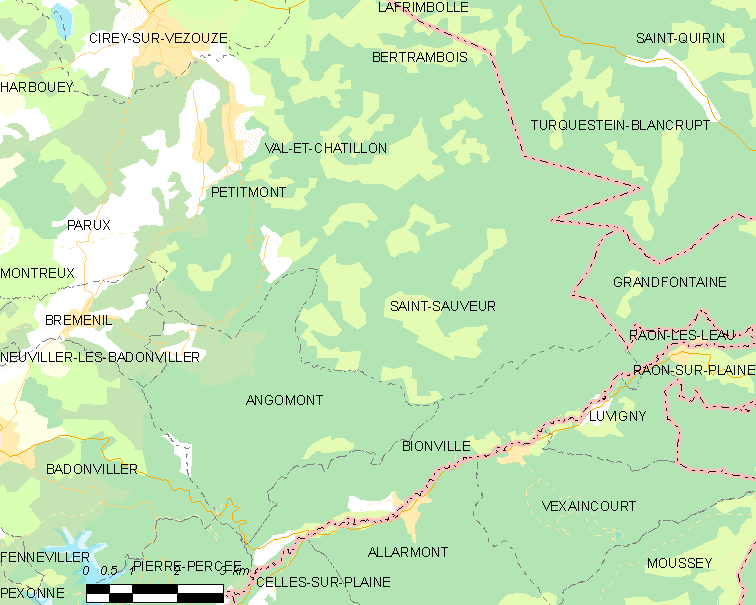
的OSM定位图

圣索沃尔的时区为UTC+01:00、UTC+02:00（夏令时）。

## 行政
圣索沃尔的邮政编码为54480，INSEE市镇编码为54488。

## 政治
圣索沃尔所属的省级选区为巴卡拉县。

## 人口

1962-2008年间人口变化图示

圣索沃尔于2022年1月1日时的人口数量为40人。